# Skyline Sweden
Skyline Sweden AB var ett svenskt charterflygbolag, baserat i Malmö, som opererade mellan 1971 och 1978. Mest känt är flygbolaget för Kälvestaolyckan 1977, då ett av Linjeflyg chartrat Skylineplan kraschade i bostadsområdet Kälvesta i västra Stockholm under inflygningen till Bromma flygplats och 22 personer omkom.

## Historia
Skyline grundades 1971. Genom att köpa tre fyrmotoriga propellerplan av märket Vickers Viscount från ett annat bolag och skrota två av planen hade man både ett plan att använda och gott om reservdelar. De första åren ägnade sig bolaget främst åt chartertrafik för föreningar och mindre researrangörer. Men det hände också att Linjeflyg hyrde in bolaget vid tillfällig flygplansbrist.
Bolaget var till en början baserat på Bulltofta, men när Sturups flygplats öppnades 1972 flyttade Skyline dit. Genom att göra en kupp och lägga Viscountplanet utan passagerare i vänteläge nära Sturup och ropa upp flygplatstornet så fort flygledaren satte igång radioförbindelserna, lyckades Skyline bli först med att landa på den nyöppnade flygplatsen. Detta till nesa för flygbolaget Braathens, vars flight till den nya flygplatsen hade ankomsttid fem minuter senare.

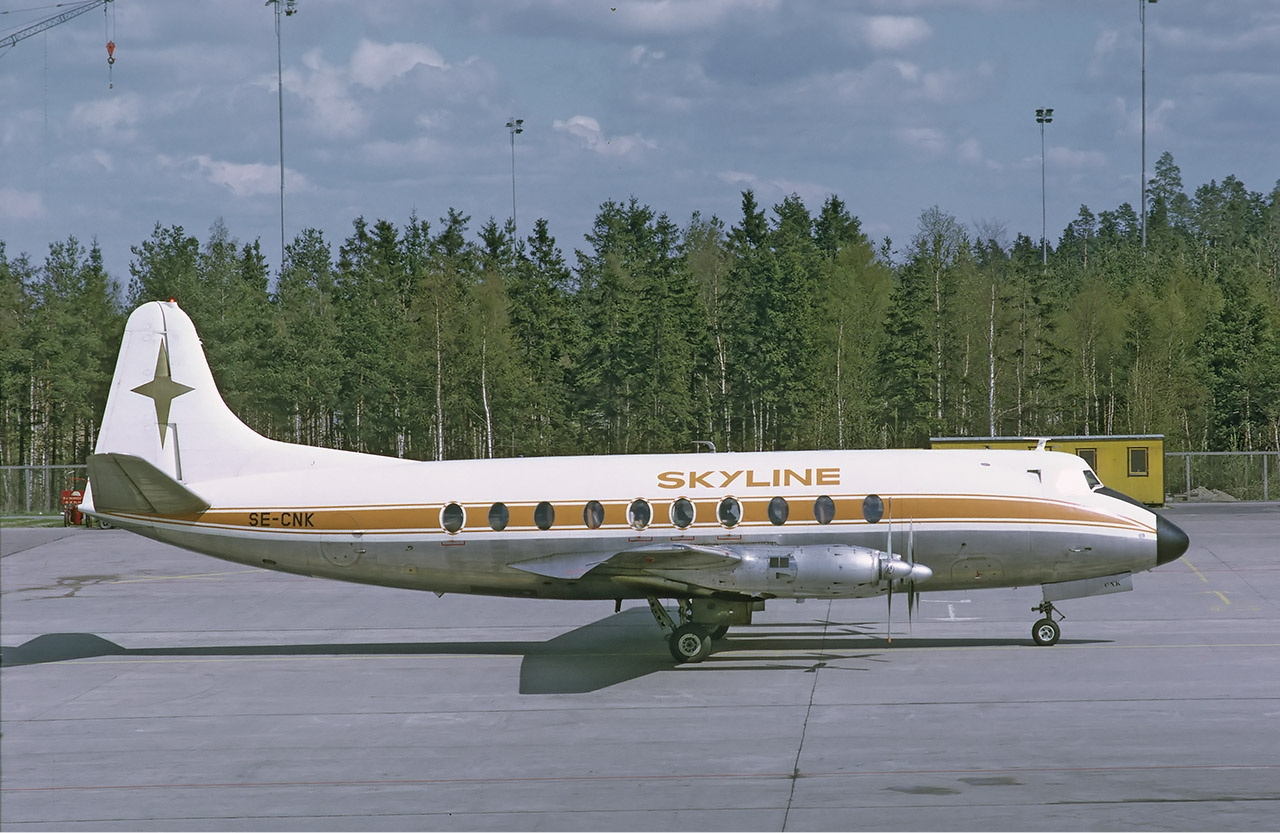
Skylinemålat Vickers Viscount-plan.

Skylines stora genombrott kom 1975, när man skrev kontrakt med Linjeflyg om att sköta deras trafik mellan Malmö och Stockholm under ett och ett halvt års tid. Detta i samband med att Linjeflyg övergick från propellerflyg till jetflyg i och med införandet av Fokker F28 och behövde tid att skola om piloterna. Efter det köpte Skyline in ytterligare två Vickers Viscount. Till skillnad från det tidigare planet, som hade haft plats för 58 passagerare, var dessa av en längre modell med plats för 77 passagerare.
När kontraktsperioden var slut och Linjeflyg inte längre behövde Skylines tjänster blev det allt tuffare för flygbolaget. I september 1977 meddelade företagsledningen sina 50-tal anställda att bolaget skulle avvecklas. Som huvudanledning uppgavs att nya regler inom den svenska luftfarten gynnade jättar som SAS och gjorde det omöjligt för mindre fristående bolag att verka. Under 1970-talet drabbades en rad svenska flygbolag av samma öde.

## Kälvestaolyckan
På lördagsmorgonen den 15 januari 1977 störtade ett av Skylines plan under inflygning till Bromma. Planet, som flög enligt kontraktet med Linjeflyg, hade startat från Sturup på morgonen och mellanlandat i Kristianstad, Växjö och Jönköping. Det hade bara ett par minuter kvar till landning på Bromma när det plötsligt vek sig och störtade rakt ned på Ängsullsvägen i bostadsomådet Kälvesta i västra Stockholm. Kälvestaolyckan krävde 22 dödsoffer, bland dessa bordtennisstjärnan Hans Alsér.
Haverirapporten visade att planet drabbats av nedisning på stabilisatorn. Detta i kombination med att piloterna tagit ut full klaff gjorde att planets flygförmåga försvann. Till skillnad från kollegor i utländska bolag som flög samma flygplanstyp hade Skylines piloter inte varnats för att ta ut full klaff i minusgrader.